# Praprotnica
Praprotnica – wieś w Słowenii, w gminie Mirna. W 2018 roku liczyła 37 mieszkańców.